# Slavia pojišťovna
Slavia pojišťovna a.s. je česká instituce se zaměřením na pojišťovnictví. Její ústředí sídlí v Táborské ulici v Praze 4 a disponuje množstvím poboček a obchodních zastoupení po celém Česku.

## Historie

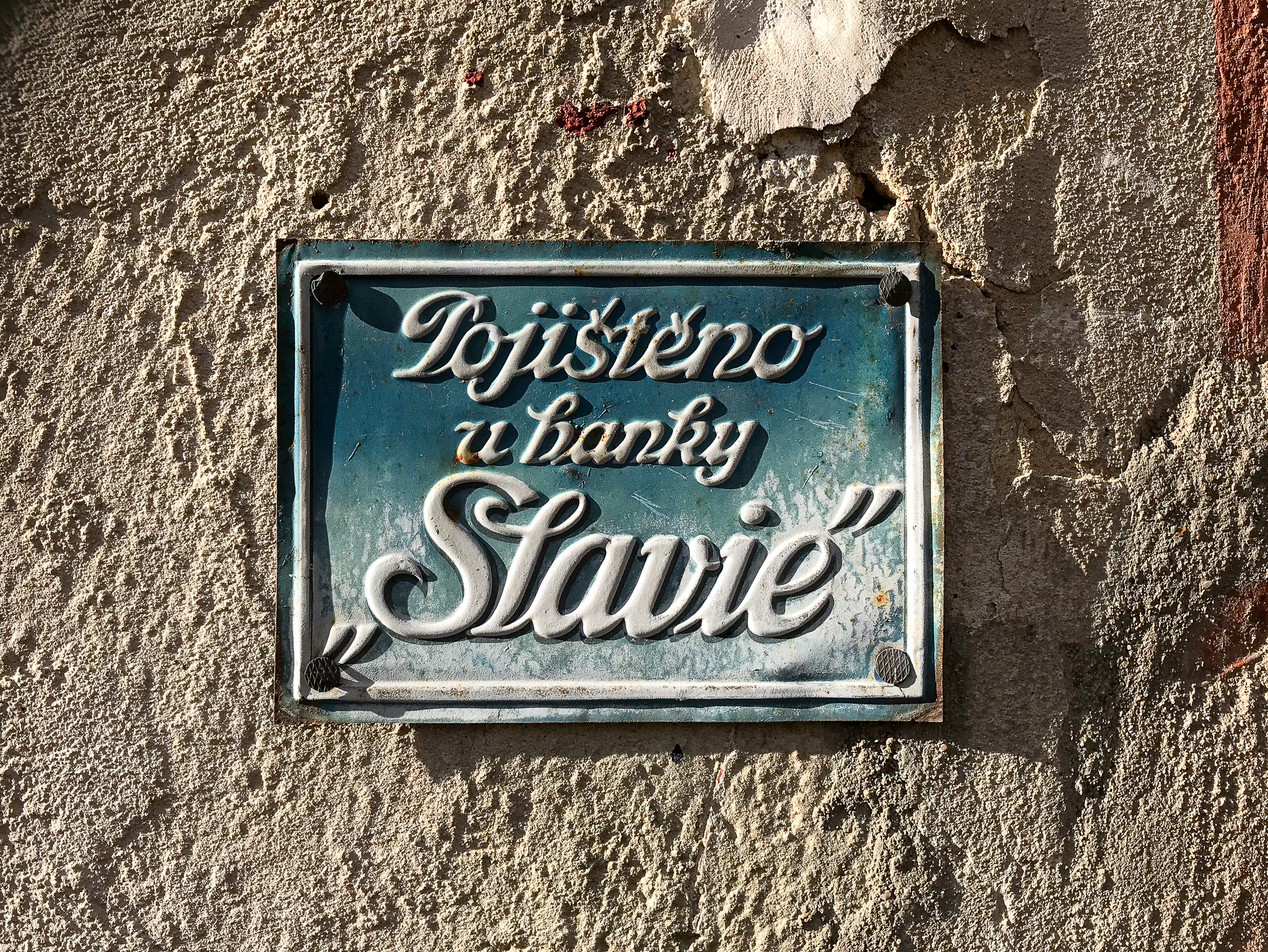
Historická cedulka na domě

Pojišťovna Slavia původně vznikla jako Vzájemná, kapitály a důchody pojišťující banka Slavie. Její historie sahá do doby Rakouska-Uherska. Byla založena v roce 1868 jako jedna z prvních svého druhu v českých zemích. U jejího zrodu stál český ekonom a právník František Ladislav Chleborád, ale také František Palacký.
Pojišťovna Slavia působila i po vzniku Československa, ale její činnost byla přerušena v době nacistické okupace a následně po roce 1945. V době komunistické nadvlády v tehdejší ČSSR směla v zemi působit pouze Česká pojišťovna. Tato situace se změnila s obnovou tržní ekonomiky po roce 1989.
V roce 2006 do společnosti vstoupil silný akcionář a došlo k začlenění do finanční skupiny SPGroup, která je majoritním vlastníkem Pojišťovny Slavia. 

## Kapitál
V červenci 2011 byl vlastní kapitál pojišťovny navýšen vkladem výrobních prostor v areálu podniku Elektroporcelán Louny, které znalec Martin Šotola ocenil na 50 milionů korun. V dubnu 2013 byl vlastní kapitál dále navýšen vkladem pozemků, které soudní znalec Otto Šmída ocenil na 118 milionů korun. Ve výkazech za následující účetní období byla účetní hodnota pozemků oceněných Otto Šmídou snížena o 47 %.